# Lepidodactylus yami
Lepidodactylus yami là một loài thằn lằn trong họ Gekkonidae. Loài này được Ota mô tả khoa học đầu tiên năm 1987.